# Vietnamesischer Goldener Ball
Der Vietnamesische Goldene Ball (vietnamesisch: Quả bóng vàng Việt Nam), auch als „Vietnamesischer Fußballer des Jahres“ bezeichnet, ist eine jährlich vergebene Auszeichnung für die besten Leistungen eines vietnamesischen Fußballers im vorausgehenden Jahr. Er wurde erstmals 1995 vergeben und wird seitdem präsentiert von der Sài Gòn Giải Phóng (deutsch Befreites Saigon), der Zeitung der KP Vietnams.
Die erste Erweiterung um neue Preisträger fand im Jahr 2000 statt, als erstmals der beste Nachwuchsspieler und der beste ausländische Spieler geehrt wurde. Ein Jahr später wurde erstmals der beste weibliche Fußballspieler ausgezeichnet.
| Jahr | Spieler              | Verein                       |
| ---- | -------------------- | ---------------------------- |
| 1995 | Lê Huỳnh Đức         | Hồ Chí Minh City Police FC   |
| 1996 | Võ Hoàng Bửu         | Thép Miền Nam - Cảng Sài Gòn |
| 1997 | Lê Huỳnh Đức (2)     | Hồ Chí Minh City Police FC   |
| 1998 | Nguyễn Hồng Sơn      | Thể Công                     |
| 1999 | Trần Công Minh       | FC Đồng Tháp                 |
| 2000 | Nguyễn Hồng Sơn (2)  | Thể Công                     |
| 2001 | Võ Văn Hạnh          | Sông Lam Nghệ An             |
| 2002 | Lê Huỳnh Đức (3)     | Ngân hàng Đông Á F.C.        |
| 2003 | Phạm Văn Quyến       | Sông Lam Nghệ An             |
| 2004 | Lê Công Vinh         | Sông Lam Nghệ An             |
| 2005 | Phan Văn Tài Em      | Đồng Tâm Long An             |
| 2006 | Lê Công Vinh (2)     | Sông Lam Nghệ An             |
| 2007 | Lê Công Vinh (3)     | Sông Lam Nghệ An             |
| 2008 | Dương Hồng Sơn       | Hà Nội T&T                   |
| 2009 | Phạm Thành Lương     | Hà Nội ACB                   |
| 2010 | Nguyễn Minh Phương   | Đồng Tâm Long An             |
| 2011 | Phạm Thành Lương (2) | Hà Nội ACB                   |
| 2012 | Huỳnh Quốc Anh       | SHB Đà Nẵng                  |
| 2013 | -                    | -                            |
| 2014 | Phạm Thành Lương (3) | Hà Nội T&T                   |
| 2015 | Nguyễn Anh Đức       | Becamex Bình Dương           |
| 2016 | Phạm Thành Lương (4) | Hà Nội T&T                   |
| 2017 | Đinh Thanh Trung     | Quảng Nam FC                 |